# NOS Langs de Lijn
NOS Langs de Lijn is een sportprogramma op NPO Radio 1 dat tegenwoordig in beginsel alleen in het weekeinde wordt uitgezonden; de specials als Radio Tour de France en RadiOlympia worden ook op werkdagen uitgezonden.

## Geschiedenis
Aanvankelijk hadden de verschillende omroepen hun eigen sportprogramma, zoals VARA's Tussen Start en Finish en AVRO's Wekelijkse Sportrevue. Hierdoor werd veel werk dubbelop gedaan en na de komst van Sport in Beeld (de voorloper van Studio Sport) op de televisie ontstond er ook behoefte aan een gezamenlijk radioprogramma. De eerste jaren werkten VARA en KRO samen aan het programma Marathon, een initiatief van Roel Rengers en Leo Pagano. Daarna voegde de AVRO zich bij het gezelschap en werd het Langs de Lijn. Die naam werd bedacht door Peek Jellema.
De eerste uitzending was in januari 1967 op Hilversum 3. In april 1979 verhuisde Langs de Lijn naar Hilversum 2. Vanaf 1 december 1985 was het programma op Radio 1 te horen; sinds augustus 2014 heet dit NPO Radio 1. Op 1 januari 2002 werd de 5.000ste uitzending uitgezonden en op 25 maart 2012 de 10.000ste van 12.00 tot 19.00 uur vanaf Beeld en Geluid Experience. Op zondag 1 januari 2017 werd het vijftigjarig bestaan gevierd in aanwezigheid van oud-presentatoren. Henry Schut en Hugo Borst haalden herinneringen op met Koos Postema, Rocky Tuhuteru, Govert van Brakel en Tom Blom.
In 2008 kreeg Langs de Lijn de zilveren Reissmicrofoon, mede naar aanleiding van de uitzending van zondag 29 april 2007. Dit was de laatste speeldag van het reguliere eredivisieseizoen 2006 - 2007 waarop zowel AZ als Ajax en PSV landskampioen konden worden.
De programmaformule is een combinatie van rechtstreekse verslaggeving van wedstrijden, het laatste sportnieuws, interviews, columns en muziek. De herkenningsmelodie van Langs de Lijn is van Quincy Jones en heet Chump Change. In 2013 werd deze melodie aangepast door het Metropole Orkest. In 2024, vlak na het overlijden van Quincy Jones en in de periode dat Chump Change precies een halve eeuw gebruikt wordt door NOS Langs de Lijn, kwam het nieuw binnen in de Top 2000, op nummer 1053.
Ook van evenementen als de Champions League, Europa League, KNVB Beker, EK's, Formule 1 en WK's wordt door Langs de Lijn rechtstreeks verslag gedaan.
Vanaf januari 2016 is er een nieuw programma: van maandag tot en met vrijdag maakt de NOS samen met de EO Langs de Lijn En Omstreken, van maandag tot en met donderdag gepresenteerd door zowel een presentator van de NOS als van de EO.

## Presentatoren
| za | 19.00 | wisselend                 |
| zo | 14.00 | Henry Schut en Hugo Borst |
| zo | 22.00 | wisselend                 |

## Prijzen
- 2001 - Marconi Award voor het beste informatieve radioprogramma
- 2008 - Zilveren Reissmicrofoon

NOS op 3 (NPO 3FM) · Radio 1 Journaal (NPO Radio 1) · Langs de Lijn (NPO Radio 1) · Langs de Lijn En Omstreken (NPO Radio 1) · Met het Oog op Morgen (NPO Radio 1) · Nieuws en Co (NPO Radio 1) · Journaal (NPO Radio 1/NPO Radio 2/NPO 3FM/NPO Radio 4/NPO Radio 5/NPO Radio 6)